# SS Norge
SS Norge [Nɔrɡə] était un paquebot transatlantique lancé in 1881 en Écosse pour des propriétaires belges, vendu en 1889 aux acheteurs danois et qui a été perdu en 1904 au large de Rockall avec une grande perte de vies humaines. Son dernier voyage était de Copenhague, Kristiania et Kristiansand, à destination de New York, transportant des passagers dont beaucoup étaient des émigrants. C'était la plus grande catastrophe maritime civile dans l'océan Atlantique jusqu'au naufrage du Titanic huit ans plus tard, et c'est toujours la plus grande perte de vie pour un navire marchand danois,.

## Histoire
Alexander Stephen and Sons de Linthouse, Glasgow ont construit le navire en 1881 sous le nom de Pieter de Coninck pour la société belge Theodore C. Engels & Co d' Anvers. Il avait 3,359 GRT et 3,700 tonnes (DWT), et son moteur de 1400 ihp a donné une vitesse de 10 nœuds (19 km/h). Il pouvait transporter un maximum de 800 passagers.
En 1889, il est vendu à une société danoise, A / S Dampskibs-selskabet Thingvalla, pour son service Stettin -Copenhagen-Kristiania-Kristiansand-New York et rebaptisée Norge . Le 20 août 1898, le Norge entre en collision avec La Coquette un brigantin de pêche français dans un brouillard. La Coquette a éclaté en deux et a coulé, et 16 des 25 membres d'équipage à bord se sont noyés. Après des difficultés financières, Thingvalla a été acheté en 1898 par Det Forenede Dampskibs-Selskab (DFDS), Copenhague, qui a servi la route comme "Ligne Scandinavie-Amérique". À ce moment-là, la capacité de Norge était de 1100 passagers; 50 première classe, 150 deuxième classe et 900 troisième classe.

## Dernier voyage
Le 22 juin 1904, le Norge quitta Copenhague sous le commandement du capitaine Valdemar Johannes Gundel. Après avoir affronté des émigrants norvégiens à Oslo et à Kristiansand, le navire a traversé l'océan Atlantique, voyageant au nord de l'Écosse jusqu'à New York. Il transportait un équipage de 68 et 727 passagers. Parmi les passagers de direction, il y avait 296 Norvégiens, 236 Russes, 79 Danois, 68 Suédois et 15 Finlandais. La moitié des passagers de direction avaient des billets prépayés, payés par des parents vivant aux États-Unis .
Le 28 juin, le Norge s'est échoué sur Hasselwood Rock (en), Helen's Reef (en), près de Rockall, par temps brumeux,. Il a été renversé du rocher après quelques minutes, mais la collision a déchiré la coque du navire et de l'eau a commencé à se déverser dans la cale. L'équipage du Norge a commencé à sortir les canots de sauvetage, mais les deux premiers abaissés ont été détruits par les vagues. Sur les huit canots de sauvetage à bord, seuls cinq ont été lancés avec succès. De nombreux passagers ont sauté par-dessus bord et se sont noyé. Le Norge a coulé douze minutes après la collision. Le capitaine Gundal est resté avec le navire pendant qu'il coulait, mais a ensuite réussi à nager jusqu'à l'un des canots de sauvetage.
Selon le récit détaillé de l'auteur Per Kristian Sebak, plus de 635 personnes sont mortes lors du naufrage, parmi lesquelles 225 Norvégiens. Les premiers survivants à être secourus, un groupe de 26, ont été retrouvés par le chalutier Grimsby Sylvia. 32 autres ont été récupérés par le navire à vapeur britannique Cervonax, et 70, dont le capitaine Gundal, par le navire à vapeur allemand Energie. Certains des 160 survivants ont passé jusqu'à huit jours dans des canots de sauvetage ouverts avant d'être sauvés. Plusieurs autres personnes ont perdu la vie dans les jours qui ont suivi le sauvetage, en raison de leur exposition aux éléments et de l'ingestion d'eau salée. Parmi les survivants se trouvait le poète Herman Wildenvey.

## Épave aujourd'hui
La catastrophe reste la pire de l'histoire maritime danoise. L'épave du Norge a été retrouvée au large de Rockall en juillet 2003 à 213 ft (65 mètres) de profondeur.